# كين سترونج
كين سترونج هو لاعب هوكي الجليد كندي، ولد في 9 مايو 1963 في تورونتو في كندا.

## وصلات خارجية
- كين سترونج على موقع دوري الهوكي الوطني (الإنجليزية)
- كين سترونج على موقع قاعة مشاهير الهوكي (لاعب أن.إتش.أل) (الإنجليزية)
- كين سترونج على موقع EliteProspects.com (الإنجليزية)
- كين سترونج على موقع HockeyDB.com (الإنجليزية)
- كين سترونج على موقع Hockey-Reference.com (الإنجليزية)
- كين سترونج على موقع أوليمبيديا (الإنجليزية)